# Diplocaulobium
Diplocaulobium (em português: Diplocaulóbio) um género botânico pertencente à família das orquídeas (Orchidaceae).

## Etimologia
O nome deste gênero deriva da latinização de três palavras gregas: διπλός (diplos), que significa "duplo"; καυλός, que significa "talo" ou "tronco";  βιος (bios), que significa "vida"; referindo-se aos dois tipos de pseudobulbos deste gênero.

## Espécies
1. Diplocaulobium abbreviatum (Schltr.) A.D. Hawkes, Lloydia 20: 127 (1957).
2. Diplocaulobium aduncilobum (J.J.Sm.) P.F. Hunt & Summerh., Taxon 10: 108 (1961).
3. Diplocaulobium ajoebii (J.J.Sm.) P.F. Hunt & Summerh., Taxon 10: 108 (1961).
4. Diplocaulobium angustitepalum W.K. Harris & M.A. Clem., Orchadian 13: 566 (2002).
5. Diplocaulobium arachnoideum (Schltr.) Carr, Bull. Misc. Inform. Kew 1934: 381 (1934).
6. Diplocaulobium araneola (Schltr.) Carr, Bull. Misc. Inform. Kew 1934: 381 (1934).
7. Diplocaulobium aratriferum (J.J.Sm.) P.F. Hunt & Summerh., Taxon 10: 108 (1961).
8. Diplocaulobium aureicolor (J.J.Sm.) A.D. Hawkes, Lloydia 20: 127 (1957).
9. Diplocaulobium begaudii Cavestro, Orchidophile (Asnières) 145: 9 (2001).
10. Diplocaulobium bicolor P.J. Cribb & B.A.Lewis, Lindleyana 6: 28 (1991).
11. Diplocaulobium bidentiferum (J.J.Sm.) Kraenzl. in H.G.A.Engler (ed.), Pflanzenr., IV, 50 II B 21: 333 (1910).
12. Diplocaulobium brevicolle (J.J.Sm.) Kraenzl. in H.G.A.Engler (ed.), Pflanzenr., IV, 50 II B 21: 335 (1910).
13. Diplocaulobium cadetioides (Schltr.) A.D. Hawkes, Lloydia 20: 127 (1957).
14. Diplocaulobium carinulatidiscum (J.J.Sm.) A.D. Hawkes, Lloydia 20: 128 (1957).
15. Diplocaulobium carolinense A.D. Hawkes, Pacific Sci. 6: 7 (1952).
16. Diplocaulobium centrale (J.J.Sm.) P.F. Hunt & Summerh., Taxon 10: 108 (1961).
17. Diplocaulobium cervicaliferum (J.J.Sm.) P.F. Hunt & Summerh., Taxon 10: 108 (1961).
18. Diplocaulobium chrysotropis (Schltr.) A.D. Hawkes, Lloydia 20: 128 (1957).
19. Diplocaulobium clemensiae (Ames) A.D. Hawkes, Lloydia 20: 128 (1957).
20. Diplocaulobium compressicolle (J.J.Sm.) P.F. Hunt & Summerh., Taxon 10: 108 (1961).
21. Diplocaulobium confluens (J.J.Sm.) S.Thomas, Schuit. & de Vogel, Lindleyana 17: 30 (2002).
22. Diplocaulobium connexicostatum (J.J.Sm.) P.F. Hunt & Summerh., Taxon 10: 108 (1961).
23. Diplocaulobium copelandii (F.M.Bailey) P.F. Hunt, Kew Bull. 26: 178 (1971).
24. Diplocaulobium crenulatum (J.J.Sm.) Kraenzl. in H.G.A.Engler (ed.), Pflanzenr., IV, 50 II B 21: 340 (1910).
25. Diplocaulobium cyclobulbon (Schltr.) A.D. Hawkes, Lloydia 20: 128 (1957).
26. Diplocaulobium dendrocolla (J.J.Sm.) Kraenzl. in H.G.A.Engler (ed.), Pflanzenr., IV, 50 II B 21: 343 (1910).
27. Diplocaulobium dichrotropis (Schltr.) A.D. Hawkes, Lloydia 20: 128 (1957).
28. Diplocaulobium dilatatocolle (J.J.Sm.) Kraenzl. in H.G.A.Engler (ed.), Pflanzenr., IV, 50 II B 21: 336 (1910).
29. Diplocaulobium ditschiense (J.J.Sm.) P.F. Hunt & Summerh., Taxon 10: 108 (1961).
30. Diplocaulobium ecolle (J.J.Sm.) Kraenzl. in H.G.A.Engler (ed.), Pflanzenr., IV, 50 II B 21: 335 (1910).
31. Diplocaulobium elongaticolle (Schltr.) A.D. Hawkes, Pacific Sci. 6: 8 (1952).
32. Diplocaulobium fariniferum (Schltr.) Carr, Bull. Misc. Inform. Kew 1934: 381 (1934).
33. Diplocaulobium filiforme Kraenzl. in H.G.A. Engler (ed.), Pflanzenr., IV, 50 II B 21: 341 (1910).
34. Diplocaulobium fililobum (F. Muell.) Kraenzl. in H.G.A.Engler (ed.), Pflanzenr., IV, 50 II B 21: 334 (1910).
35. Diplocaulobium flavicolle (Schltr.) A.D. Hawkes, Pacific Sci. 6: 9 (1952).
36. Diplocaulobium franssenianum (J.J.Sm.) A.D. Hawkes, Lloydia 20: 128 (1957).
37. Diplocaulobium gibbiferum (J.J.Sm.) A.D. Hawkes, Lloydia 20: 128 (1957).
38. Diplocaulobium glabrum (J.J.Sm.) Kraenzl. in H.G.A.Engler (ed.), Pflanzenr., IV, 50 II B 21: 339 (1910).
39. Diplocaulobium gracilentum (Schltr.) Kraenzl. in H.G.A.Engler (ed.), Pflanzenr., IV, 50 II B 21: 333 (1910).
40. Diplocaulobium gracilicolle (Schltr.) W.Kittr., Bot. Mus. Leafl. 30: 98 (1984 publ. 1985).
41. Diplocaulobium grandiflorum Ridl., Trans. Linn. Soc. London, Bot. 9: 176 (1916).
42. Diplocaulobium guttulatum (Schltr.) A.D. Hawkes, Lloydia 20: 128 (1957).
43. Diplocaulobium humile Ridl., Trans. Linn. Soc. London, Bot. 9: 177 (1916).
44. Diplocaulobium hydrophilum (J.J.Sm.) Kraenzl. in H.G.A.Engler (ed.), Pflanzenr., IV, 50 II B 21: 336 (1910).
45. Diplocaulobium iboense (Schltr.) A.D. Hawkes, Lloydia 20: 128 (1957).
46. Diplocaulobium inauditum (Rchb.f.) Kraenzl. in H.G.A.Engler (ed.), Pflanzenr., IV, 50 II B 21: 341 (1910).
47. Diplocaulobium inconstans (J.J.Sm.) Kraenzl. in H.G.A.Engler (ed.), Pflanzenr., IV, 50 II B 21: 341 (1910).
48. Diplocaulobium ischnopetalum (Schltr.) Kraenzl. in H.G.A.Engler (ed.), Pflanzenr., IV, 50 II B 21: 333 (1910).
49. Diplocaulobium ischnophyton (Schltr.) A.D. Hawkes, Orchid Digest 27: 251 (1963).
50. Diplocaulobium isthmiferum (J.J.Sm.) P.F. Hunt & Summerh., Taxon 10: 109 (1961).
51. Diplocaulobium jadunae (Schltr.) A.D. Hawkes, Lloydia 20: 129 (1957).
52. Diplocaulobium janowskyi (J.J.Sm.) P.F. Hunt & Summerh., Taxon 10: 109 (1961).
53. Diplocaulobium kirchianum (A.D. Hawkes & A.H.Heller) P.F. Hunt & Summerh., Taxon 10: 109 (1961).
54. Diplocaulobium lageniforme (J.J.Sm.) Kraenzl. in H.G.A.Engler (ed.), Pflanzenr., IV, 50 II B 21: 340 (1910).
55. Diplocaulobium linearifolium Ridl., Trans. Linn. Soc. London, Bot. 9: 177 (1916).
56. Diplocaulobium longicolle (Lindl.) Kraenzl. in H.G.A.Engler (ed.), Pflanzenr., IV, 50 II B 21: 340 (1910).
57. Diplocaulobium magnilabre P.J. Cribb & B.A. Lewis, Lindleyana 6: 31 (1991).
58. Diplocaulobium mamberamense (J.J.Sm.) A.D. Hawkes, Lloydia 20: 129 (1957).
59. Diplocaulobium masonii (Rupp) Dockrill, Orchadian 1: 132 (1965).
60. Diplocaulobium mekynosepalum (Schltr.) Kraenzl. in H.G.A.Engler (ed.), Pflanzenr., IV, 50 II B 21: 343 (1910).
61. Diplocaulobium minjemense (Schltr.) A.D. Hawkes, Lloydia 20: 129 (1957).
62. Diplocaulobium mischobulbum (Schltr.) A.D. Hawkes, Lloydia 20: 129 (1957).
63. Diplocaulobium nitidicolle (J.J.Sm.) P.F. Hunt & Summerh., Taxon 10: 109 (1961).
64. Diplocaulobium nitidissimum (Rchb.f.) Kraenzl. in H.G.A.Engler (ed.), Pflanzenr., IV, 50 II B 21: 337 (1910).
65. Diplocaulobium noesae (J.J.Sm.) J.B.Comber, Orchids Java: 244 (1990).
66. Diplocaulobium obyrnei W.K.Harris, Lasianthera 1: 148 (1997 publ. 1998).
67. Diplocaulobium opilionites (Schltr.) A.D. Hawkes, Orchid Digest 27: 251 (1963).
68. Diplocaulobium ou-hinnae (Schltr.) Kraenzl. in H.G.A.Engler (ed.), Pflanzenr., IV, 50 II B 21: 337 (1910).
69. Diplocaulobium papillilabium (J.J.Sm.) P.F. Hunt & Summerh., Taxon 10: 109 (1961).
70. Diplocaulobium pentanema (Schltr.) Kraenzl. in H.G.A.Engler (ed.), Pflanzenr., IV, 50 II B 21: 339 (1910).
71. Diplocaulobium phalangillum (J.J.Sm.) Kraenzl. in H.G.A.Engler (ed.), Pflanzenr., IV, 50 II B 21: 336 (1910).
72. Diplocaulobium phalangium (Schltr.) Kraenzl. in H.G.A.Engler (ed.), Pflanzenr., IV, 50 II B 21: 339 (1910).
73. Diplocaulobium pililobum (J.J.Sm.) P.F. Hunt & Summerh., Taxon 10: 109 (1961).
74. Diplocaulobium platyclinoides (J.J.Sm.) P.F. Hunt & Summerh., Taxon 10: 109 (1961).
75. Diplocaulobium pulvilliferum (Schltr.) A.D. Hawkes, Lloydia 20: 129 (1957).
76. Diplocaulobium recurvifolium (J.J.Sm.) A.D. Hawkes, Lloydia 20: 129 (1957).
77. Diplocaulobium regale (Schltr.) A.D. Hawkes, Lloydia 20: 129 (1957).
78. Diplocaulobium ridleyanum (Schltr.) W.Kittr., Bot. Mus. Leafl. 30: 98 (1984 publ. 1985).
79. Diplocaulobium savannicola (Schltr.) A.D. Hawkes, Lloydia 20: 129 (1957).
80. Diplocaulobium schouteniense (J.J.Sm.) A.D. Hawkes, Lloydia 20: 130 (1957).
81. Diplocaulobium scotiiforme (J.J.Sm.) P.F. Hunt & Summerh., Taxon 10: 109 (1961).
82. Diplocaulobium sepikanum (Schltr.) P.F. Hunt, Kew Bull. 26: 179 (1971).
83. Diplocaulobium sitanalae (J.J.Sm.) P.F. Hunt & Summerh., Taxon 10: 109 (1961).
84. Diplocaulobium solomonense Carr, Bull. Misc. Inform. Kew 1934: 380 (1934).
85. Diplocaulobium stelliferum (J.J.Sm.) A.D. Hawkes, Lloydia 20: 130 (1957).
86. Diplocaulobium stenophyton (Schltr.) P.F. Hunt & Summerh., Taxon 10: 109 (1961).
87. Diplocaulobium subintegrum P.J. Cribb & B.A. Lewis, Lindleyana 6: 33 (1991).
88. Diplocaulobium sublobatum (J.J.Sm.) P.F. Hunt & Summerh., Taxon 10: 109 (1961).
89. Diplocaulobium tentaculatum (Schltr.) Kraenzl. in H.G.A.Engler (ed.), Pflanzenr., IV, 50 II B 21: 334 (1910).
90. Diplocaulobium textile (J.J.Sm.) P.F. Hunt & Summerh., Taxon 10: 109 (1961).
91. Diplocaulobium tipula (J.J.Sm.) Kraenzl. in H.G.A.Engler (ed.), Pflanzenr., IV, 50 II B 21: 342 (1910).
92. Diplocaulobium tipuliferum (Rchb.f.) Kraenzl. in H.G.A.Engler (ed.), Pflanzenr., IV, 50 II B 21: 335 (1910).
93. Diplocaulobium tortitepalum (J.J.Sm.) A.D. Hawkes, Lloydia 20: 130 (1957).
94. Diplocaulobium tropidophorum (Schltr.) A.D. Hawkes, Lloydia 20: 130 (1957).
95. Diplocaulobium tuberculatum (J.J.Sm.) P.F. Hunt & Summerh., Taxon 10: 109 (1961).
96. Diplocaulobium utile (J.J.Sm.) Kraenzl. in H.G.A.Engler (ed.), Pflanzenr., IV, 50 II B 21: 337 (1910).
97. Diplocaulobium validicolle (J.J.Sm.) Kraenzl. in H.G.A.Engler (ed.), Pflanzenr., IV, 50 II B 21: 342 (1910).
98. Diplocaulobium vanilliodorum (J.J.Sm.) A.D. Hawkes, Lloydia 20: 130 (1957).
99. Diplocaulobium vanleeuwenii (J.J.Sm.) P.F. Hunt & Summerh., Taxon 10: 109 (1961).
100. Diplocaulobium xanthocaulon (Schltr.) A.D. Hawkes, Lloydia 20: 130 (1957).